# Saenchai
Suphachai "Saenchai" Saepong (en tailandès: ศุภชัย "แสนชัย" แสนพงษ์, nascut el 30 de juliol de 1980), abans conegut com a Saenchai Sor. Kingstar (en tailandès: แสนชัย ส.คิงสตาร์), és un lluitador professional tailandès de Muay Thai. Va guanyar el títol del Lumpinee Stadium. Sovint és considerat com un dels millors lluitadors de la història del Muay Thai. Saenchai sovint renunciava al pes per trobar oponents dignes a Tailàndia, i del 2003 al 2014 només va perdre dues vegades a Tailàndia quan els pesos eren iguals, amb la resta de pèrdues quan es va veure obligat a tenir un desavantatge de pes per igualar les lluites.